# Sunday School Musical
Sunday School Musical es una película musical mockbuster lanzada directamente en formato DVD el 21 de octubre de 2008. Es similar a la franquicia de Disney High School Musical, pero la película tiene un enfoque radicalmente diferente en términos de historia.

## Argumento
Cuando los problemas financieros amenazan el futuro de una iglesia, un grupo de jóvenes, liderados por un talentoso artista, entra en una competencia de canción y  baile con la esperanza de ganar el premio celestial.

## Reparto
- Chris Chatman como Zachary.
- Candise Lakota como Savannah.
- Cecile de Rosario como Laura.
- Shane Carther Thomas como Jake.
- Dustin Fitzsimons como Charlie.
- Robert Acinapura como Miles.
- Amy Ganser como Margaret.
- Krystle Conner como Aundrea.
- Cliff Tan como Trevor.
- Thomas R. Nance como MC.
- Millena Gay como madre de Zach.

## Producción
De acuerdo con el productor Paul Bales, la película fue concebida después de que él y otros miembros del personal de The Asylum asistió a un seminario de marketing para un público cristiano. El anfitrión del seminario sugirió que «a película perfecta sería una versión cristiana de High School Musical».